# Lucas Etter
Lucas Etter (Lexington, Kentucky, 7 de julio de 2001) es un speedcuber estadounidense que anteriormente tenía el récord mundial de la solución más sencilla del cubo de Rubik, 4,90 segundos, establecido en River Hill Fall de 2015 el 21 de noviembre de 2015, cuando tenía 14 años. La solución de Etter lo convirtió en la primera persona en romper la barrera de los cinco segundos, en una competición oficial en Estados Unidos.
Actualmente, Etter ocupa el quinto lugar en el mundo con un promedio de 3x3x3 de cinco soluciones. Etter anteriormente tenía el récord mundial de 2x2x2 promedio de cinco soluciones (excluyendo la más rápida y la más lenta). Etter estableció el récord de 1,51 segundos en Music City 2015 el 12 de septiembre de 2015. Etter ganó el Campeonato Nacional de EE. UU de 2016 con un tiempo promedio de 7,54 segundos.

## Inicio
Etter comenzó a cubicar cuando sus abuelos le compraron un cubo de Rubik e ingresaron a su primera competencia en 2011 a la edad de  9 años, a la edad de cinco años se le despertó el interés de armar cubos de rubik producto que una prima le mostró el juego. Luego, fue perfeccionando la técnica en base a vídeos de competencia que se mostraba en la plataforma de YouTube.  CFOP para resolver el cubo.
Etter es un estudiante de Henry Clay High School en Lexington, Kentucky. Lucas Etter fue diagnosticado con artritis idiopática juvenil.